# Hörsaal Weber

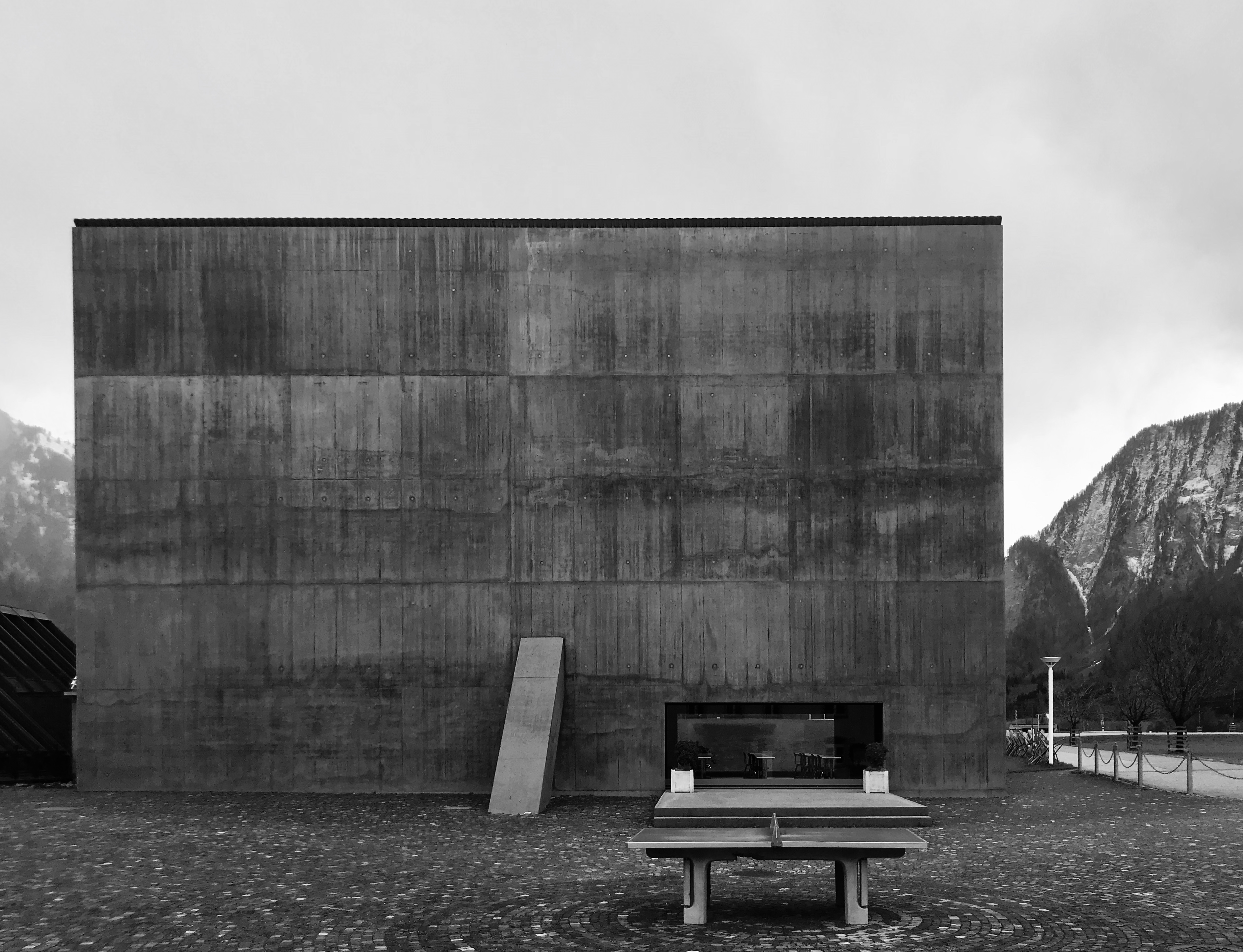
Hofansicht

Der Hörsaal Weber in Landquart im Schweizer Kanton Graubünden ist das Auditorium der landwirtschaftlichen Beratungs- und Ausbildungsstätte Plantahof und wurde 2011 von Valerio Olgiati entworfen. Das Auditorium an der Kantonsstrasse 17 befindet sich am östlichen Eingang zur Siedlungsstruktur der Schule.

## Geschichte
2008 schrieb das Hochbauamt Graubünden einen Architekturwettbewerb für ein neues Auditorium aus. Ein neuer Hörsaal sollte im Bereich der Weiterbildung zur verbesserten Informationsvermittlung dienen. Wettbewerbsteilnehmer waren u. a. Raphael Zuber & Rudolf Fontana, Valerio Olgiati mit Nickisch Walder, Corinna Menn & Othmar Brügger und Hemmi, Vasella & Mathis. Die Jury, bestehend u. a. aus Beat Consoni, Thomas Hasler und Markus Dünner, wählte das Werk von Valerio Olgiati und Nickisch Walder zur Weiterbearbeitung aus.
2011 wurde der neue Hörsaal nach einjähriger Bauzeit eröffnet. Er konnte nur durch die finanzielle Unterstützung der Carl Weber-Recoullé-Stiftung realisiert werden. Patrick Gartmann von Conzett Bronzini Gartmann zeichnete verantwortlich für das auffallende Tragwerk. Die Baukosten betrugen 2,75 Millionen Schweizer Franken. Die Bauleiter des Betonbaus waren Georg Nickisch und Franz Bärtsch. Mitarbeiter von Olgiati waren Daisuke Kokufuda und Nathan Ghiringhelli (PL). Fotografisch dokumentiert wurde der Bau von Javier Miguel Verme.

## Baubeschreibung
Das Bauwerk, das einen Schwerpunkt an zentraler Lage setzt, bildet einen neuen Platz vor dem Haupteingang und der Mensa der Landwirtschaftsschule Plantahof. Olgiatis anthrazitfarbener Baukörper mit dem markanten Pultdach fügt sich mit seiner Überhöhung ins Bild des Hauptgebäudes ein. Die hohe Fassade verleiht dem Plantahof einen neuen Hof. Statisch handelt es sich um eine Mischung aus Skelettbau und muraler Bauweise. Hülle und Stäbe leiten die Kräfte des Gebäudes ab. Beide Systeme sind voneinander abhängig und bilden eine untrennbare Einheit. Die Aussenwände werden von zwei Öffnungen durchbrochen, diese liegen gegenüber und ermöglichen Ausblicke auf den neuen Platz und in das Prättigau Tal. Der neue Saal verfügt über eine Kapazität von bis zu 180 Sitzplätzen.